# 949型核潜艇
奥斯卡级核动力巡航导弹潜艇（苏俄海军949型“花岗岩”和949A型“安泰”核动力巡航导弹潜艇，北约代号分别为奥斯卡I级和奥斯卡II级，两级并称奥斯卡级，英文：Oscar class）。是目前俄罗斯海军主力巡航导弹潜艇。

## 历史与现况
1960年代，蘇聯海軍開始配備配備長程反艦飛彈的核子動力巡弋飛彈潛艦迴聲II型潛艦（Project 675），然而第一代潛射巡弋飛彈無法水下發射，而可水下發射的P-70反艦飛彈射程太短，性能不足。蘇聯海軍寄望新型反艦飛彈可以具備300公里射程，好對抗美軍與北大西洋公約組織的航空母艦戰鬥群。蘇聯海軍的要求在設計局的努力之下成功誕生了P-700花崗岩飛彈，而為了搭載這款超重量級武器，蘇聯海軍在1967年委託第18中央設計局開始了第三代核子動力巡弋飛彈潛艦的先期研究，1969年，蘇聯海軍正式委託第18中央設計局開發949型巡弋飛彈潛艦。
949型首艇于1975年开工，1980年下水，同年服役。949级一共建造了2艘，现已经全部退役。
949型潛艦配備的反艦飛彈射程性能遠超過潛艦聲納偵蒐範圍，蘇聯為了捕捉北約艦隊動向開發了EORSAT系統，949型可利用「穿碗」（Punch Bowl）天線得到相關情資，規劃航線發動攻擊。949型存在明显的缺点，由于设计时片面追求减少排水量，结果导致艇上设备配置密度过大，造成维护困难，从而影响了整个潜艇的适修性。此外，潜艇的储备排水量有限，也不能满足降噪改进的需要。因此改裝型949A便替補上去。

## 949A
949A级（奥斯卡II级）是目前全世界上火力最强大的攻击核潜艇其中之一。而在切洛梅设计局的P-1000型反舰巡航导弹成为泡影後，它和它的导弹成了苏联海军巡航导弹核潜艇的最後绝響。在安静性方面据称它比阿库拉I要强，而比阿库拉II逊色。从1982年开始建造949A型艇（“奥斯卡II”），首艇则在1985年下水。与949艇相比，949A型艇增加了一个舱室，排水量有所增加，艇上武器和设备的内部布局得到了改善，从而既能保留原型艇的全部优点，又可以克服其不足，并具备可持续改进性。
949A级一共建造了12艘，其中最著名的库尔斯克号在2000年8月12日沉没。这是奥斯卡级唯一的大事故也是苏联/俄国历史上第六艘沉没的核潜艇。2001年為了將它拉上岸被以人工的方式切成身首两段，受損的艦首留在海底，其餘部分拖上海面。K-141的沉没原因一般认为是工厂对训练鱼雷焊缝检查要求较低，插入鱼雷管过程中焊缝破裂导致过氧化氢燃料泄漏，积聚于鱼雷发射管内，接触有催化作用的杂质后发生急速分解爆炸；但也有人认为是暴风型鱼雷爆炸。需要注意的是原本只是无真弹头的训练鱼雷燃料泄漏引起的低強度爆炸，鱼雷管本可以承受，但因连接鱼雷的线路插头长期受海水侵蚀又未得及时更换，接触不良造成信号故障，所以船员违反规定，鱼雷管舱门的螺栓只鎖了一个以方便檢查故障；训练鱼雷爆炸后炸开舱门引起鱼雷舱失火，大火中1枚或多枚实战鱼雷的弹头被引爆，引起第二次规模更大的爆炸，炸毁了第一区段；鱼雷弹头爆炸后第二区段隔舱也许可以把危害阻止在艏部，但是一股气浪通过空调管道高速冲入第三区段甚至是第四区段，控制室裡的人也因此受到衝擊，推测多数当场阵亡，从而没能立即採取上浮等措施也是重要原因；所幸第五和五bis区段反应堆舱内唯一的值班工程师立即关闭反应堆降下防护罩，并把自己锁在舱内封闭了反应堆舱（后身亡），所以没有造成任何核泄漏。
949A比949要长11公尺，尾翼更大而且把桨叶换成了七片的。
在自救能力方面奥斯卡级有两个救生区：位于指挥室围壳内的集体漂浮救生舱和位于I舱（艇首鱼雷舱）、II舱（指挥舱）、IX舱（轮机舱）的艇员逃生紧急出口。集体漂浮舱可以从极限深度上浮到海面。而艇员逃生出口可以在200~400公尺的深度下艇员着个人救生装逃生。在艇首和艇尾装备了B-600求救漂浮信标。据说它能在1000公尺的深度下发射出去并且发射无线电和灯光信号求救。该信标在K-141事故中失灵没能释放。苏联海军曾考虑给949A开发后续舰，但是放弃了。
2012年12月，俄海军宣布将会建造一种名为09852计划的特殊潜艇用于科研和搜救用途，它能携带小潜艇，有人怀疑它就是还没完成的949A级别尔哥罗德号。也有人认为那是以AS-12 Losharik型潜艇为基础。

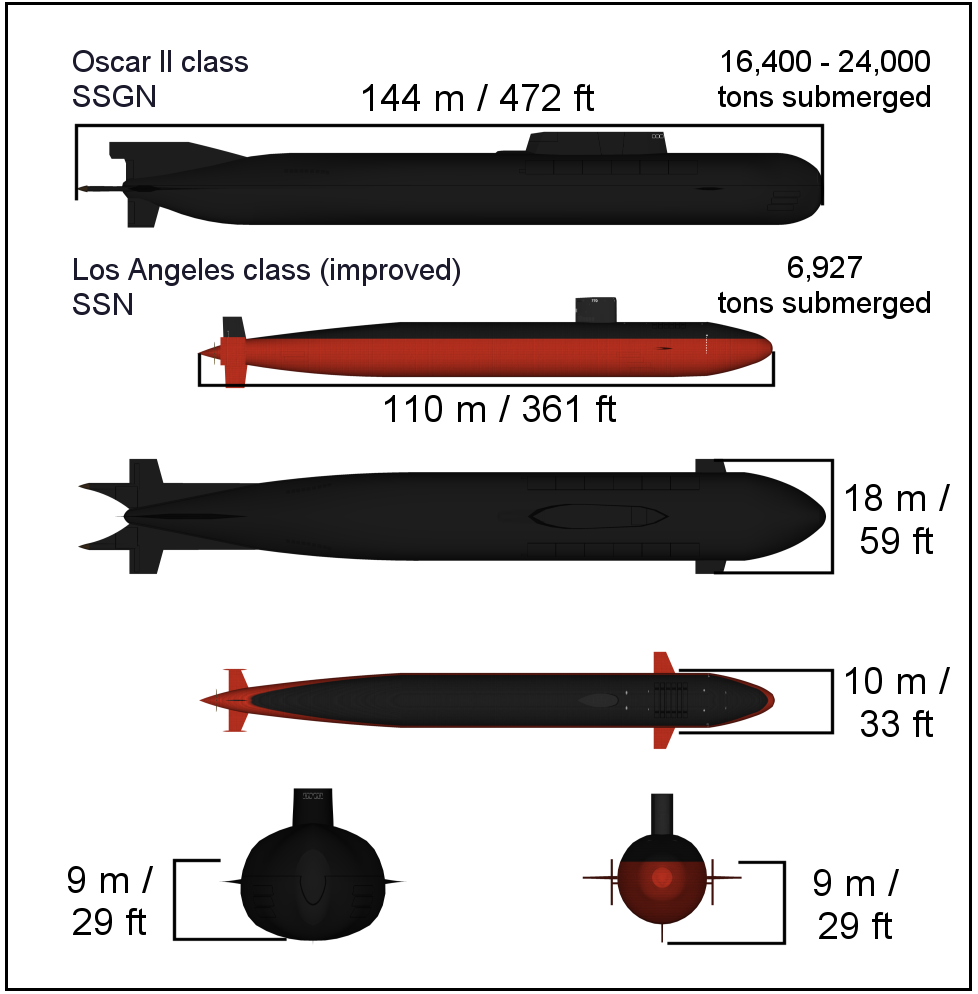
奥斯卡与洛杉矶级的体积对比

## 同型舰艇
| 舷号   | 舰名                             | 下水日期       | 服役日期                          | 所属舰队   | 狀況                                            |
| 949型  |                                  |                |                                   |            |                                                 |
| K-525  | 阿尔汉格尔斯克号 (Arkhangelsk)   | 1980年5月3日   | 1980年12月30日                    | 北方舰队   | 1996年除役，2004年被拆解                        |
| K-206  | 摩尔曼斯克号 (Murmansk)          | 1982年12月10日 | 1983年11月30日                    | 北方舰队   | 1996年除役，2004年被拆解                        |
| 949A型 |                                  |                |                                   |            |                                                 |
| K-148  | 克拉斯诺达尔号 (Krasnodar)       | 1985年3月3日   | 1986年9月30日                     | 北方舰队   | 2012年被拆解                                    |
| K-173  | 克拉斯诺亚尔斯克号 (Krasnoyarsk) | 1986年3月27日  | 1986年12月31日                    | 太平洋舰队 | 2017年被拆解                                    |
| K-132  | 伊尔库茨克号 (Irkutsk)           | 1987年12月27日 | 1988年12月30日                    | 太平洋舰队 | 2019年於红星造船厂進行升级改造                  |
| K-119  | 沃罗涅日号 (Voronezh)            | 1988年12月16日 | 1989年12月29日                    | 北方舰队   | 2011年完成大修后延長服役，2020年除役            |
| K-410  | 斯摩棱斯克号 (Smolensk)          | 1990年1月20日  | 1990年12月22日                    | 北方舰队   | 2013年完成大修后重新服役                        |
| K-442  | 车厘雅宾斯克号 (Chelyabinsk)     | 1990年6月18日  | 1990年12月28日                    | 太平洋舰队 | 2019年於红星造船厂進行升级改造                  |
| K-456  | 特维尓号 (Tver)                  | 1991年6月28日  | 1992年8月18日                     | 太平洋舰队 | 服役中                                          |
| K-266  | 奧廖尔号 (Orel)                  | 1992年5月22日  | 1992年12月30日/ (或1993年2月5日)  | 北方舰队   | 2017年完成大修后重新服役                        |
| K-186  | 鄂木斯克号 (Omsk)                | 1993年5月10日  | 1993年12月10日/ (或1994年1月21日) | 太平洋舰队 | 2019年完成大修後重新服役                        |
| K-150  | 托木斯克号 (Tomsk)               | 1996年7月20日  | 1996年12月30日/ (或1997年3月)     | 太平洋舰队 | 服役中                                          |
| K-141  | 庫斯科號 (Kursk)                 | 1994年5月16日  | 1994年12月30日                    | 北方舰队   | 2000年8月12日於巴伦支海進行训練期間發生爆炸沉沒 |
| K-329  | 別尔哥罗德号 (Belgorod)          | 2019年4月23日  | 2022年7月8日                      | 北方艦隊   | 服役中                                          |

## 流行文化
使命召唤：现代战争3中，玩家會奪取一艘奥斯卡II级，發動飛彈齊射攻擊俄國艦隊。
-現代戰艦中，庫爾斯克號(T2)及別爾哥羅德號(T3)為玩家可選擇之艦艇，別爾哥羅德號為2023年七月份戰令40級獎勵，擁有海燕巡航導彈及波塞冬核魚雷。

## 外部連結
- . deepspace4.com. 23 August 2000. （原始内容存档于18 July 2011）.
- . Friends and Partners. 1 September 2000  [2021-10-09]. （原始内容存档于2012-09-25）.
- Line drawing of Oscar-class submarine （页面存档备份，存于）

template:Oscar-class submarine